# ساختمان شهرداری ارومیه
ساختمان شهرداری ارومیه ساختمانی مربوط به دوره پهلوی اول است که در ارومیه و میدان انقلاب (میدان ایالت) این شهر واقع شده‌است. این اثر در تاریخ ۲۲ تیر ۱۳۷۹ با شمارهٔ ثبت ۲۷۶۲ به‌عنوان یکی از آثار ملی ایران به ثبت رسیده‌است.
این ساختمان در حال حاضر پس از دو دوره بازسازی به عنوان محل شهرداری ارومیه مورد استفاده قرار می‌گیرد.